# Darkhan Juzz
Darkhan Juzz (настоящее имя — Дархан Балтабекович Джунусбеков, каз. Дархан Балтабекұлы Жүнісбеков, 9 августа 1990, Алма-Ата — 24 февраля 2023, Пхукет) — казахстанский инди-поп-исполнитель, автор песен, саунд-продюсер и музыкант.
Был многократно включен в различные списки музыкальных сервисов ещё при жизни. В Spotify имеется история его песен, попадавших в чарт. На момент 2023 года, казахстанский артист удерживал уверенные позиции в рейтинге Top 100: Kazakhstan по версии популярного музыкального сервиса Apple Music.

## Биография
Дархан Джунусбеков родился 9 августа 1990 года в Алматы. Ещё в юности, в возрасте 14 лет, он начал показывать интерес к музыке, под влиянием друга, который играл на гитаре и исполнял песни Виктора Цоя. Этот музыкальный опыт вдохновил Джунусбекова, и смешение этого стиля с его интересом к рэпу, который он начал слушать ещё в первом классе, позволило ему создать свой собственный уникальный музыкальный стиль.
В возрасте 14 лет Дархан начал заниматься написанием музыки, но впоследствии был вынужден приостановить этот процесс из-за личных обстоятельств. В период с 18 по 19 лет он работал в сфере дистрибуции и временно переехал в Караганду. Именно там он выбрал для себя сценический псевдоним Darkhan Juzz, хотя истоки этого имени остались неясными.
В 2016 году, вернувшись в Алматы, Джунусбеков начал публиковать свои первые треки, такие как «Ең сұлу» и «Қалдырма мені». Его творчество стало заметным в 2017 году, когда его музыка использовалась в короткометражном фильме под названием «8 этапов любви», набравшем множество просмотров на YouTube. Следом был выпущен первый музыкальный клип Darkhan Juzz с названием «Күн мен айым» на канале «Gakku». Также он добился успеха благодаря сотрудничеству с «Шоу Ирины Кайратовны», где его трек «Бәрі музыкант» использовался в одной из серий, за которым последовал выпуск клипа «Неге нигга?».
Продвигаясь по пути своей сольной карьеры, Darkhan Juzz достиг больших высот с треком «Sheker», который стал настоящим хитом. Также он снял клип на этот трек, который был снят при помощи смартфона Samsung, с которой он временно сотрудничал. В 2019 году представил свой дебютный сборник ранее выпущенных синглов под названием «TBRN». С тех пор он занял прочное место среди значимых казахстанских исполнителей.
В 2020 году Дархан выпустил несколько синглов, также принял участие в альбоме дуэта Кисло-Сладкий & Bonah в треке «Кадилакта», а также участвовал в серии роликов õzen, посвященной юбилею Абая. Тот же год стал свидетельством использования его музыки в сериале под названием «Sheker».
В 2021 году Darkhan Juzz вошел в список 30 молодых перспективных казахстанцев, который ежегодно публикуется журналом Forbes Kazakhstan. Этот список формируется на основе публикаций в журнале, рекомендаций экспертов и информации из собственных источников издания.
В августе 2023 года вышел посмертный альбом «aūe», который является вторым студийным альбомом Дархана. Альбом состоит из 14 песен. Исполнитель успел записать весь материал при жизни, а доработкой занимались близкие Дархана. Презентация альбома прошла 11 августа 2023 в Алматы на фестивале Tebiren Fest, посвященный памяти Дархана.

## Награды и номинации
| 2023 | Премия современной музыки Beu Awards-2023 телерадиокорпорации Qazaqstan и радио BEO | Лучший альбом — Aue | Победа | [ 12 ] |

## Гибель
Дархан Джунусбеков скончался 24 февраля 2023 года. Происшествие случилось в результате дорожно-транспортного происшествия на арендованном мопеде на территории острова Пхукет в Таиланде. Новость о его внезапной кончине вызвала шок и глубокую печаль у его многочисленных поклонников и всех ценителей музыки в Казахстане.
Группа Дархана «Tebiren» и сотни его поклонников, после похорон 1 марта 2023 года, собрались в центре Алматы на Арбате по улице Жибек жолы, чтобы проводить ушедшего музыканта в последний путь. Это проявление соболезнований и уважения подчеркнуло важное место, которое он занимал в сердцах людей. Место прощания было выбрано не случайно, так как Дархан начинал там свой путь и пел свои песни с гитарой.
Лейбл õzen, участником которого был Дархан, выпустил незаконченный альбом исполнителя, который получил название aūe. Вырученные средства от продажи этого альбома были переданы на поддержку детей Джунусбекова: сына Ади и дочери Айдане. Этот жест выразил поддержку и заботу о близких Дархана и позволил сохранить его творческое наследие.
Похоронен на Кенсайском кладбище.

## Память
На фестивале «Азия Дауысы» в 2023-м году отдали дань памяти покойным основателям фестиваля Мурату Иргалиеву и Александру Пономареву, а также вспомнили Батырхана Шукенова, Курманай Омарову из ансамбля «Дос-Мукасан», Розу Багланову и Дархана Джунусбекова.
11 и 12 августа 2023 в Алма-Ате прошел фестиваль Tebiren, посвященный памяти музыканта. Все средства, собранные с продажи билетов отправлены семье Дархана. На сцене выступили Ирина Кайратовна, 104, ARShAT, Hiro, Moldanazar, Say Mo, De Lacure, Yenlik, Кисло-Сладкий, Truwer, Shiza и другие. Фестиваль прошел на высокогорном катке Медео.
11 сентября 2023 года в Астане, по адресу Абая, 11 открыли мурал в память о Дархане. Мурал был выполнен художником Асхатом Орынбасаровым. Над эскизом проекта работали дизайнеры и граффити-художники из Алматы: Галымжан Балсары, Алпамыс Батыр и Дмитрий Сычев.
12 августа 2024 года в Астане появился арт-объект «Скамейка Darkhan Juzz» на набережной Атырауского моста.